# Bosco Martins
Bosco Martins, nome profissional de João Bosco de Castro Martins (Fernandópolis, 27 de abril de 1957), é um jornalista, radialista, escritor e produtor cultural brasileiro. É Diretor-presidente da RTVE - Rádio e TV Educativa, foi repórter, editor, chefe de redação, apresentador e diretor de jornalismo em emissoras de TV como TV Ribeirão (atual EPTV Ribeirão) afiliada da Rede Globo, TV Morena - Afiliada Globo, TV Campo Grande (atual SBT/MS) de Campo Grande, TV Cultura, entre outras.  Foi o jornalista que teve o privilégio de registrar partes importantes da vida do Grande Poeta Brasileiro, Manoel de Barros de quem foi muito próximo por 30 anos e fez parte do seleto grupo de pessoas que conviveram e frequentavam a casa do poeta. É também autor da última entrevista com o pensador socialista Apolônio de Carvalho, reconhecido como herói na França. Foi representante da região Centro-Oeste no Sistema Nacional de Emissores Educativas (SINRED). Atualmente um dos principais dirigentes do Fórum de Emissoras Públicas Estaduais de TV's e Rádios Educativas e da ABEPEC (Associação Brasileira das Emissoras Públicas, Educativas e Culturais). É o dirigente público com maior tempo na direção na FERTEL - Fundação Estadual Luís Chagas de Rádio e Televisão Educativa (de 1987 a 1991, 1999 a 2006, 2015 a 2018), quando transformou a TV Educativa de MS de retransmissora em geradora com maior conteúdo de programação regional, criando o Sistema Público de Rádio e Televisão de MS. Comandou a Radio  e TVE na época dos programas Corixos e Cochichos, Jornal Regional, TV Memória, Do Outro De La Fronteira, Prosa e Segredos, Hora do Chamamé, entre outros. Criou o site de conteúdos regionais Portal da Educativa.

## Biografia
Iniciou sua carreira na década de 1970 em Jaboticabal, SP, atuando como redator nos jornais "O Democrata", "O Combate"e " O Ascensor". Em Ribeirão Preto, SP, trabalhou no Jornal "A Cidade" e Diário da Manhã" e como repórter, noticiarista  e locutor de rádio na antiga rádio PRG 4. Como radialista trabalhou no programa "Rotativa Sonora no Ar,"  com  apresentação de Farias Brasil e Dawson Miranda, tendo de repórteres  Bosco Martins,  Carmo Leonildo e Jorge de Bello. 
Filho de professores, o pai Waldemar Martins é escritor e deu aulas de literatura e português, sendo autor do livro de crônicas a "Venda do Tatu" (1971), prefaciado por Manoel de Barros, e do livro "Escreva Correto pela Sonoridade das Palavras".  A mãe, Iracê Miriam de Castro Martins, era professora de Francês.
É casado com a jornalista e bióloga Marcia Brambilla e  pai da  médica veterinária Mariana Brambilla  de Castro Martins e do psicólogo Pedro Ian Brambilla de Castro Martins.
Da redação de jornais do interior paulista ainda trabalhou no "Diário da Manhã/RP" e "A Cidade/RP" e do rádio ingressou, em 1979, em uma das Emissoras Pioneiras de Televisão no Brasil, conhecida pela sua sigla EPTV, e que formam uma rede regional e interestadual de televisão brasileira, afiliadas à Rede Globo,  dividida em quatro emissoras, sendo três no Estado de São Paulo (Ribeirão Preto, Bauru e São José do Rio Preto) e uma no Estado de Minas Gerais (Varginha), começando sua carreira como repórter de televisão.  
Em Ribeirão Preto Bosco Martins  fez parte do primeiro grupo de profissionais  como assistente  da chefia de reportagem  de Rubem Volpe, formando assim o grupo pioneiro do jornalismo regional com profissionais que posteriormente se destacaram na imprensa  nacional.
Entre outros já conhecidos na TV Ribeirão (atual EPTV/Ribeirão Preto) como: José Luiz Datena, Heraldo Pereira, José Roberto Burnier, Nélson Araújo, José Hamilton Ribeiro, Otávio Ribeiro (o Pena Branca),  João Garcia (Sombrero), Rubem Volpe, Vitor Cérvi, Luciana Bistane,  Luís Alberto Volpe, Rosana Zaidan, Ilze Scanparini, José Donizete, Érika Amêndola, Antonio Carlos Coelho, Antonio Gilson Brigagão, Oliveira Andrade, Mara Rúbia, Katia Estevez e Mirthes Wirterman.
No início da década de 80 foi trabalhar em Campo Grande, capital de Mato Grosso do Sul.  Atuou  como repórter de rede na TV Morena, afiliada da Globo, onde se destacou produzindo para os jornais locais (MS Notícias, Bom Dia MS e Globo Esporte MS)  e matérias nacionais para jornais  de Rede da Globo (JN, JH, RJTV, Globo Esporte).
Em Campo Grande, MS, ocupou os principais cargos de destaque na área de comunicação, na inciativa privada e pública. Além da TV Morena/Globo, atuou como repórter, editor, produtor, chefe de reportagem, sendo ainda diretor de Jornalismo e Redação da TV Campo Grande/SBT, na época pertencente ao Grupo Correio do Estado, sendo um dos maiores grupos de Comunicação do Centro-Oeste. Na área pública o jornalista foi diretor-presidente da FERTEL (Fundação de Rádio e Jornalismo Luís Chagas) com maior tempo de atuação frente as emissoras públicas de MS formadas pela Rádio Educativa ( FM 104.7), TV-Educativa/MS e Portal da Educativa. Em sua Gestão na Presidência da FERTEL, que agrega as emissoras públicas de MS, transformou a TV-Educativa/MS de emissora retransmissora em produtora de conteúdos, com uma grade de mais de 60% de programação local.
Produziu ainda  matérias  para as redes Educativa, TV Brasil/DF e TV Cultura/SP. Ainda como dirigente público foi coordenador geral de Comunicação de MS e criou a Agência Popular de Notícias, tendo atuado em quatro governos: Pedro Pedrossian (início de seu último mandato) , Marcelo Miranda, José Orcírio Miranda dos Santos e recentemente voltando a administrar  as emissoras estatais já  no governo de Reinaldo Azambuja, criando o  Portal da Educativa (www.portaldaeducativa.com.br), contemplando várias mídias num só lugar: notícias, fotos, rádio e TV.
Ainda como jornalista e repórter escreveu e foi um dos primeiros repórteres/colaboradores, vendendo assinaturas em sua região, da importante Revista de Esquerda Caros Amigos. Foi amigo do editor e fundador da revista, o jornalista e "mestre" Sérgio de Souza, sendo também seu aluno no "Anticurso de Jornalismo - Como Não Enriquecer na Profissão", sendo até hoje seu correspondente no Brasil Central.
Bosco Martins foi o último jornalista a fazer matérias com outro histórico "humanista" e corumbaense, Apolônio de Carvalho, e com o poeta "cuiabano" Manoel de Barros, com quem nutriu amizade por mais de 30 anos. Fez  parte do seleto grupo de amigos que frequentava sua residência na rua Piratininga,  em Campo Grande, capital de Mato Grosso do Sul.
Na TV Morena, apresentou os programas e produziu matérias épicas,  entre elas o histórico acordo de retomada da reserva dos índios Kadiwéus. O ainda repórter Bosco Martins foi mantido refém e costurou o acordo com o governo brasileiro, através da Funai e do Governo de Mato Grosso do Sul, na época administrado por Wilson Barbosa Martins.
O jornalista Bosco Martins se estabeleceu em Campo Grande e Bonito, MS, onde chegou em fevereiro de 1997, se destacando como um dos pioneiros em hotelaria rural na região do rio Formoso, onde mantém até os dias de hoje o Rio Formoso Hotel Fazenda, de sua propriedade. Atua ainda nas redes sociais desde  1990 como blogueiro e ativista cultural. É colaborador do portal Cronópios, Overmundo e do Comunique-se; É associado ao portal Luis Nassif e membro do site Jornalistas da Web (JW) e Knight Center for Journalism in the Americas.
É filiado à FIJ (Federação Internacional de Jornalistas), FENAJ (Federação Nacional de Jornalistas),  através do Sindicato de Jornalistas Profissionais do Estado de São Paulo, SINTERCOM-MS (Sindicato de Radialistas de MS), SINDJOR-MS (Sindicato de Jornalistas de MS) e da ABRAJI (Associação Brasileira de Jornalistas Investigativos).

## Cronologia da Biografia
| Ano  | Descrição |
| ---- | --- |
| 1957 | Nasce em 27 de abril, no distrito de Macedônia, município de Fernandópolis, São Paulo, João Bosco de Castro Martins, primeiro de cinco filhos dos professores Iracê Miriam de Castro Martins e Waldemar Martins. |
| 1964 | Inicia seus estudos no primário e ginasial no Instituto de Educação Estadual Aurélio Arrobas Martins, em Jaboticabal, São Paulo. |
| 1967 | Aos 10 anos, começa a trabalhar com seu avô na cantina do Colégio São Luis, de Jaboticabal, e com plantas e mudas frutíferas no Horto Florestal de Jaboticabal, de propriedade do avô Cesário Martins. |
| 1969 | Em 24 de março, aos 12 anos, registra seu primeiro poema – Neurose, publicado mais tarde em seu primeiro livro "Eu? Poeta!". |
| 1971 | Aos 14 anos tem início sua vocação para o jornalismo quando obtém seu primeiro emprego como repórter e redator na empresa Sociedade Difusora de Ensino LTDA. Na mesma época trabalha no Jornal "O Democrata", que circula até hoje no município de Jaboticabal e foi fundado em 1912 no linotipo com linhas de tipos de impressão em chumbo. |
| 1972 | Inicia seus trabalhos como repórter de rádio – na antiga PRG4, começando também seus estudos de ensino médio no antigo Colégio Comercial São Luis, em Jaboticabal, SP. |
| 1973 | Torna-se colaborador do jornal "O Ascensor" (linotipia), mantido pelo clero de Jaboticabal, onde publica seus primeiros poemas e contos. Enquanto estudante do colegial do Instituto de Educação Estadual Aurélio Arrobas Martins, funda o jornal tipo panfleto "O Jornalex". |
| 1974 | Monta com um grupo jovem de teatro ,em Jaboticabal, a peça "Caravelas e Navegadores", onde atua como redator e ator. No mesmo ano conquista o prêmio de melhor ator revelação, conferido pela impressa daquele município e conclui o ensino médio no Colégio São Luis, formando-se em Técnico em Contabilidade. |
| 1975 | Adapta e dirige o jogral "O dia da criação", baseado em poema de Vinicius de Moraes. |
| 1976 | Exerce intensa atividade jornalística e cultural. Trabalha para o jornal "O Combate" (linotipia), jornal semanário também em circulação e que foi fundado em 1911 por Antônio Gonçalves Sobrinho. Funda o "Jornal da Cidade", que circula em Jaboticabal e região, junto com a empresa Matonense de Artes Gráficas, onde trabalhou como redator chefe, revolucionando a imprensa local por seu espírito renovador e criativo. No mesmo ano escreve, dirige e interpreta "Impacto Poético", espetáculo teatral sobre a obra e poesias de Manoel Bandeira, Carlos Drummond de Andrade, Vinicius de Moraes, José Régio, Antonio Maria, Fernando Pessoa, Pablo Neruda, João Cabral de Mello Neto e seus próprios poemas, apresentado em universidades e teatros de Ribeirão Preto e região. Interpreta a peça "Morte e Vida de Tchextúa" de Dom Pedro Casaldáliga. Editado pelo Grupo Cultural Universitário é publicado seu primeiro livro de poesias "Eu! Poeta? (fora de prelo)". Ainda em 1976 Bosco Martins promove a peça teatral "Eu Jesus" e escreve e dirige "Impacto Poético", representado por ele mesmo no Cine e Teatro Municipal para um público de duas mil pessoas, apresentando-se depois em várias cidades. Também palestra em diversos locais públicos e em faculdades sobre o tema "A poesia como canto de esperança e rebeldia". Torna-se um dos fundadores, e atualmente é diretor cultural, do Grupo Cultural Universitário, que tem objetivo de desenvolver a cultura e fazer trabalhos de base com medicina preventiva em bairros periféricos; vira membro do Centro de Cultura Latino Americano de Ribeirão Preto e prepara um novo texto teatral de sua autoria: Pablovandre. |
| 1977 | Torna-se repórter do jornal "O Popular", da empresa jornalística Costabile Romano, de Ribeirão Preto. Tem editado pela Editora Ellos, de Ribeirão Preto, aos 20 anos, seu segundo livro: "Poeta Moderno". |
| 1978 | Inicia o Curso de Direito na Faculdade de Direito Laudo de Camargo, atual Universidade de Ribeirão Preto, SP. Inicia suas atividades no movimento estudantil, quando entra para a UEE (União Estadual dos Estudantes) e UNE (União Nacional dos Estudantes). Como jornalista e "poeta menor", lança na antiga livraria Eldorado, em Ribeirão Preto, do livreiro Abel Dias Laranja, "Antologia Cigana", com prefácio do poeta Mário Quintana e da Poetiza Neide Arcanjo, obra considerada a mais "madura" de suas publicações. |
| 1979 | Inicia, a convite do artista plástico Paulinho Camargo e do jornalista e editor do "Diário da Manhã", Luciano Lepera, sua militância na juventude do PCB (Partido Comunista Brasileiro). Torna-se membro do Centro de Estudos da Cultura Latino-Americana de Ribeirão. Muda-se para Ribeirão Preto onde estuda e trabalha nos diários locais: Diário da Manhã, Diário de Ribeirão, entre outros. |
| 1982 | Como contratado do primeiro grupo de jornalistas da Empresa Paulista de Televisão (EPTV) de Ribeirão Preto, afiliada da Rede Globo, inicia sua atividade profissional em televisão, trabalhando com José Luiz Datena (TV Ribeirão), Nelson Araújo (Globo Rural), Heraldo Pereira (TV Ribeirão), Luis Alberto Volpe (ESPN), José Donizete (RTC/Cultura-SP), Luciane Bistane (TV Globo SP), Rosana Zaidan (TV Ribeirão), João Garcia (TV Ribeirão), Rubens Volpe (TV Ribeirão), Ilze Scamparini (TV Globo), entre outros. Obtém o diploma do curso de Licenciatura em Letras na Faculdade de Educação São Luís, de Jaboticabal, SP. Redige e edita o Jornal Rib News, de circulação em Ribeiro Preto e região. |
| 1983 | Faz o Curso de Comunicação, na Universidade Federal de Florianópolis, SC, e de Legislação Trabalhista, na Universidade de Ribeirão Preto, SP. |
| 1984 | Muda-se para Campo Grande, MS, transferindo-se da Empresa Paulista de Televisão, de Ribeirão Preto, SP, para a empresa Televisão Morena LTDA, também afiliada da Rede Globo. Produz matérias locais e nacionais. Exerce as funções na TV Morena de repórter de rede (Jornal Nacional, Jornal Hoje), Repórter do MSTV (primeira e segunda edição). Edita e apresenta Bom Dia MS, produz matérias para o Bom Dia Brasil e Globo Esporte, entre outros jornais da casa e da rede nacional. |
| 1985 | Funda e participa da 1ª diretoria, como tesoureiro, do Sindicato dos Jornalistas Profissionais de Mato Grosso do Sul (SINDJOR-MS), presidido por Edmir Conceição. Conhece e vira amigo do poeta Manoel de Barros, tornando-se um dos seus principais interlocutores junto a imprensa nacional. Na mesma época, apresentado pelo poeta, conhece o corumbaense e cidadão do mundo, Apolônio de Carvalho, como qual vai realizar sua última entrevista. |
| 1986 | Conhece sua companheira, a jornalista e bióloga Márcia Brambilla. Edita e apresenta o MSTV Terceira Edição, jornal que já não ocupa mais a grade de programação da TV Morena. Produz e apresenta o Programa "Eleições 86". No Rio de Janeiro participa de curso sobre técnicas em telejornalismo, redação e reportagem, na TV Globo. Produz reportagens para os jornais da rede Globo: RJTV (primeira e segunda edição), Jornal Hoje e Jornal Nacional. |
| 1987 | Nasce, em 31 de março, Pedro Ian Brambilla de Castro Martins, seu primeiro filho. No mesmo ano assume o cargo de diretor-presidente da TV Educativa de Mato Grosso do Sul, da Fundação de Cultura do Estado de MS, ano em que dá início a produção de programas locais, quando transforma a emissora pública de retransmissora em geradora de programação local. |
| 1988 | Eleito representante da região Centro-Oeste no Conselho de TVs Educativas do Brasil, fazendo parte do SINRED (Sistema Nacional de Emissoras Educativas). |
| 1991 | Nasce Mariana Brambilla de Castro Martins, sua primeira filha. Neste ano deixa o Governo do Estado e retorna à iniciativa privada; assume o cargo de diretor de jornalismo da Rede Centro Oeste de Rádio e TV LTDA, afiliada ao SBT (Sistema Brasileiro de Televisão), do Grupo Correio do Estado. |
| 1992 | Colabora para diversos veículos de comunicação com artigos e publicações no Jornal Correio do Estado e outros impressos regionais como Diário da Serra e Folha do Povo. |
| 1997 | Ainda no Grupo Correio do Estado, torna-se colaborador, a convite do editor e amigo Sérgio de Souza, da Revista Caros Amigos. Publica na histórica edição do número dois da mesma revista matéria sobre o poeta Manoel de Barros, em parceria com o jornalista José Hamilton Ribeiro, o João de Barros da Caros Amigos. |
| 2000 | Retorna ao Governo do Estado em nove de março como assessor de imprensa da ERTEL (Empresa de Rádio e Televisão Educativa de MS) e em primeiro de novembro é nomeado na Secretaria de Estado de Coordenação Geral do Governo, coordenador de imprensa na Agência Pública de Comunicação, criando o site Agência Popular de Notícias (www.agenciapopular.com.br), onde exerce a função de editor responsável no período de governo de Zeca do PT. |
| 2002 | Transforma a Coordenação de Imprensa em Superintendência da Agência Pública de Comunicação, sendo seu primeiro superintendente, além de continuar como editor responsável pelo site Agência Popular de Notícias. |
| 2003 | Em primeiro de janeiro reassume o cargo de Diretor Presidente da FERTEL (Fundação Estadual Jornalista Luiz Chagas de Rádio e Televisão Educativa de MS), transformando a TV Educativa em TVE Regional. Expande a emissora que era sintonizada apenas na capital, Campo Grande, para outros 29 municípios do Estado de Mato Grosso do Sul, atingindo 80% da população. Lança uma programação regional com mais de 60% de programação local em horário nobre. Ainda sob sua gestão, a FM Educativa Regional 104,7 MHz, aumenta sua potencia de 1k para 10k, implementando uma nova programação musical, priorizando a diversidade cultural do Estado com ritmos que até então não se tocava como Polca, Chamamé, Guarânia, Cururu, entre outros. Participa do debate "O Desafio da TV Pública", promovido pela TVE Rede Brasil em parceria com a ABEPEC (Associação Brasileira de Emissoras Públicas), no Centro Cultural Banco do Brasil, no Rio de Janeiro. Publica artigo, em 20 de junho, na capa do Caderno B do Jornal do Brasil, com o tema "TV Pública, Lula e os Guaicurus". Promove e coordena o Seminário de Rádio e Televisão Pública, com o tema "A Importância e a Função das Rádios e TVs Públicas", com a participação de Eugênio Bucci e Gabriel Prioli. |
| 2004 | Ainda como Diretor da TVE Regional lança, em parceria com a TV Cultura de São Paulo, o DocTV, produzindo 3 documentários exibidos nacionalmente: "O Poeta é um ente que lambe suas palavras e se alucina", de Arlindo Fernandes, sobre a obra de Manoel de Barros; "Entre Mundos – A bioceânica do Brasil Central" e "Sasha Cimel – O caçador de onças", história de um aventureiro austríaco no Pantanal do MS. Participa do Seminário Internacional Rumos do Jornalismo Cultural, realizado de oito a 10 de dezembro no Itaú Cultural, na Avenida Paulista, em São Paulo, com proposta de refletir, avaliar e antever caminhos para esta área neste início de século XXI. Cria o site da emissora pública, sendo possível acessá-lo pelos endereços: www.tveregional.com.br e www.fmregional.com.br. Participa do Conselho Editorial, juntamente com Manoel de Barros, Sylvio Back, Wilson Bueno, Montserrat Alvarez, entre outros, da Revista de Poesia "Ontem Choveu no Futuro", editada pelo Poeta Portunhol Douglas Diegues. |
| 2005 | Produz e entrevista para a TVE Regional e para a revista Caros Amigos, o documentário "Especial Apolônio de Carvalho – A Última Entrevista", concedida com exclusividade ao jornalista em seu apartamento no Leblon, no Rio de Janeiro, poucos dias antes morrer. Torna-se membro do Conselho Fiscal da ABEPEC (Associação Brasileira das Emissoras Públicas). |
| 2006 | Produz o especial "Fora do Eixo", em homenagem aos 90 anos do Poeta Manoel de Barros, com matéria de sua autoria, que foi capa da revista Caros Amigos, em dezembro, trazendo entrevista inédita com um dos maiores poetas em atividade no Brasil. Organiza em parceria com Renee de Carvalho, o Museu Apolônio de Carvalho, localizado no memorial que leva seu nome: Memorial da Cultura Popular Apolônio de Carvalho, sediado no antigo Fórum de Campo Grande, MS. Participa e leva a história do chamamé, polca e guarânia, com a presença de músicos regionais sul-mato-grossenses, homenageando o Estado de MS no programa nacional "Viola Minha Viola", de Inezita Barroso. Lança a série "Documento Regional" através da Rede Pública de Televisão de Mato Grosso do Sul em parceria com a Fundação Ueze Zahran e Fundação Manoel de Barros, que resgata a história de personagens que fizeram a história de Mato Grosso do Sul. Incentivador da política de descentralização cultural do eixo, torna-se usuário e produz matérias para o site Overmundo , de Hermano Viana. |
| 2007 | Assume a AJEC - Associação Jaboticabalense de Educação e Cultura e SDEL - Sociedade de Difusão de Ensino, mantenedores da Faculdade São Luis de Jaboticabal - SP. |
| 2010 | É eleito presidente do Conselho de Mantenedores da Faculdade São Luis de Jaboticabal - SP. |
| 2011 | Retorna para Gerencia Administrativa do Rio Formoso Hotel Fazenda de sua propriedade, em Bonito - MS. |
| 2015 | Em janeiro, no governo de Reinaldo Azambuja (PSDB), assume novamente o comando da Fertel (Fundação Estadual Jornalista Luiz Chagas de Rádio e Televisão Educativa de MS), que administra a TVE Brasil Pantanal e a rádio Rádio MS104,7 MHz. |
| 2016 | Cria o Portal da Educativa, retorna o nome fantasia para Rádio e TV Educativa de MS e muda a cabeça de rede (da grade da TVE-MS) de TV Brasil para TV Cultura -SP, considerada uma das melhores programações culturais do mundo. |
| 2017 | Assume como representante da Comunidade Externa do Conselho Consultivo da Rádio Educativa 99,9 UFMS. |

## Prêmios e Homenagens
- Premio Jornalista da Câmara Municipal de Campo Grande[5]
- Título de Cidadão Bonitense[6]
- Medalha do Mérito Policial Militar[7]
- Diploma de Colaborador Emérito do Exército[8]
- Medalha de Ordem do Mérito Militar[9]
- Prêmio Piraputanga de Empreendedorismo[10]

## Matérias Publicadas
1. Jornalista relembra última conversa com o poeta Manoel de Barros G1
2. "MPE na TV" estreia na TVE numa parceria FERTEL e Ministério Público de MS - Portal da Educativa
3. Prêmio MPMS de Jornalismo Jorge Góes: veja os destaques e os vencedores anunciados nesta sexta feira - Portal da Educativa
4. Repórter Bosco Martins completa 60 anos e ganha homenagem de parceiros e colegas - A Crítica
5. Heraldo Pereira e Bosco Martins: um breve reencontro entre amigos - MS Notícias
6. Bosco Martins: "Bonito: Parabéns, muito obrigado!" - Correio do Estado